# Elaphria commacosta
Elaphria commacosta là một loài bướm đêm trong họ Noctuidae.